# Ahosaari (ö i Norra Karelen, Joensuu, lat 62,83, long 29,58)
Ahosaari är en halvö i Finland.   Den ligger i kommunen Polvijärvi i den ekonomiska regionen  Joensuu ekonomiska region  och landskapet Norra Karelen, i den sydöstra delen av landet, 400 km nordost om huvudstaden Helsingfors. Ahosaari ligger i sjön Höytiäinen.